# Оджо, Ким
Ким Оджо (англ. Kim Ojo; род. 2 декабря 1988, Варри) — нигерийский футболист, нападающий.

## Карьера
Во взрослом футболе дебютировал в 2004 году в клубе «Плато Юнайтед», за который выступал на протяжении четырёх сезонов.
В 2008 году подписал контракт с норвежским клубом «Нюбергсунд», за который отыграл два сезона, после чего перешёл в «Бранн».
В 2013 году стал выступать за команду бельгийского клуба «Генк», в составе которого с сезоне 2012/13 завоевал Кубок Бельгии. Кроме того, на протяжении непродолжительного времени на правах аренды выступал за венгерский клуб «Уйпешт». В 2015 году присоединился к другому бельгийскому клубу «Ауд-Хеверле Лёвен», а затем перебрался в датский «Люнгбю», где в 2018 году прекратил профессиональные выступления.

## Личная жизнь
Оджо — христианин.

## Достижения
«Генк»
- Обладатель Кубка Бельгии: 2012/13